# Eric Morris
Edward Eric Morris (Mold, 15 aprile 1940 – Wrexham, ottobre 2011) è stato un calciatore gallese, di ruolo difensore.

## Caratteristiche tecniche
Era un terzino destro.

## Carriera
Dopo aver giocato nelle giovanili del Chester City esordisce in prima squadra nel 1960, all'età di 20 anni, giocando una partita nella quarta divisione inglese; a fine stagione si trasferisce ai semiprofessionisti inglesi dell'Ellesmere Port, con i quali gioca durante l'annata successiva. Nella stagione 1962-1963 e nella stagione 1963-1964 gioca invece con i gallesi del Borough United, con i quali prima vince una Coppa del Galles e poi, di conseguenza, partecipa alla Coppa delle Coppe 1963-1964: in particolare, disputa tutte e 4 le partite a cui il club prende parte nella competizione, ovvero la vittoriosa doppia sfida con i maltesi dello Sliema Wanderers nel primo turno e la sconfitta (con un risultato aggregato di 4-0) contro i cecoslovacchi dello Slovan Bratislava negli ottavi di finale.

## Palmarès

### Club

#### Competizioni nazionali
- Coppa del Galles: 1

Borough United: 1962-1963

#### Competizioni regionali
- Cheshire County League: 1

Ellesmere Port: 1961-1962
- North Wales League: 1

Borough United: 1962-1963
- North Wales Coast Challenge Cup: 2

Borough United: 1962-1963, 1963-1964
- Cookson Cup: 1

Borough United: 1962-1963